# Георг Штатс
Георг Штатс (нім. Georg Staats; 13 березня 1916, Бремен — 12 листопада 1943, Біскайська затока) — німецький офіцер-підводник, капітан-лейтенант крігсмаріне. Кавалер Лицарського хреста Залізного хреста.

## Біографія
5 квітня 1935 року вступив на флот. Служив на легкому крейсері «Карлсруе» і на лінійному кораблі «Гнайзенау». У квітні 1939 року переведений у підводний флот. В 1939/40 роках служив вахтовим офіцером на підводних човнах U-5 і U-А. З 8 квітня по 5 жовтня 1941 року — командир U-80, з 20 жовтня 1941 року — U-508, на якому здійснив 6 походів (провівши в морі загалом 294 дні) до Північної та Центральної Атлантики. 12 листопада 1943 року човен Штатса був потоплений американською авіацією; всі 57 членів екіпажу загинули.
Всього за час бойових дій потопив 14 суден загальною водотоннажністю 74 087 тонн.
| Дата              | Назва корабля       | Тип                   | Тоннаж | Вантаж | Екіпаж | Загинули | Країна             | Конвой     |
| ----------------- | ------------------- | --------------------- | ------ | --- | ------ | -------- | ------------------ | ---------- |
| 12 серпня 1942    | Manzanillo          | Торговий пароплав     | 1,025  | Генеральні вантажі | ?      | 23       | Куба               | SpecCon-12 |
| 12 серпня 1942    | Santiago de Cuba    | Торговий пароплав     | 1,685  | Генеральні вантажі | 29     | 11       | Куба               | SpecCon-12 |
| 7 листопада 1942  | Nathaniel Hawthorne | Торговий пароплав     | 7,176  | 7576 тонн бокситової руди | 52     | 38       | США                | TAG-19     |
| 7 листопада 1942  | Lindenhall          | Торговий пароплав     | 5,248  | 8400 тонн залізної руди | 49     | 43       | Британська імперія | TAG-19     |
| 17 листопада 1942 | City of Corinth     | Торговий пароплав     | 5,318  | 8300 тонн генеральних вантажів, у тому числі чай, льон і чавун                                                                    | 87     | 11       | Британська імперія |            |
| 27 листопада 1942 | Clan Macfadyen      | Торговий пароплав     | 6,191  | 6705 тонн цукру, 5 тонн конопель і рому та пошта                                                                                  | 92     | 82       | Британська імперія |            |
| 28 листопада 1942 | Empire Cromwell     | Торговий пароплав     | 5,970  | 1000 тонн хромової руди | 49     | 24       | Британська імперія |            |
| 1 грудня 1942     | Trevalgan           | Торговий теплохід     | 5,299  | Баласт | 43     | 0        | Британська імперія |            |
| 2 грудня 1942     | City of Bath        | Торговий пароплав     | 5,079  | 6800 тонн генеральних вантажів, у тому числі 2000 тонн мідних зливків, 500 тонн магнезитової руди, 500 тонн хромової руди і пошти | 83     | 3        | Британська імперія |            |
| 3 грудня 1942     | Solon II            | Торговий пароплав     | 4,561  | Марганцева руда і 2000 тонн міді                                                                                                  | 82     | 75       | Британська імперія |            |
| 9 грудня 1942     | Nigerian            | Торговий пароплав     | 5,423  | 4200 тонн насіння пальмової олії, 1300 тонн деревини, 1000 тонн какао і 750 тонн арахісової олії наливом                          | 61     | 5        | Британська імперія |            |
| 9 липня 1943      | De la Salle         | Пасажирський пароплав | 8,400  | 2103 тонни генеральних і державних вантажів                                                                                       | 249    | 10       | Британська імперія | ST-71      |
| 9 липня 1943      | Manchester Citizen  | Торговий пароплав     | 5,343  | Баласт | 104    | 29       | Британська імперія | ST-71      |
| 18 липня 1943     | Incomati            | Пасажирський теплохід | 7,369  | 7000 тонн генеральних вантажів, у тому числі 3600 тонн какао, 2600 тонн магазинів, пошта і 2 літаки                               | 223    | 1        | Британська імперія |            |

## Звання
- Кандидат в офіцери (5 квітня 1935)
- Морський кадет (25 вересня 1935)
- Фенріх-цур-зее (1 липня 1936)
- Оберфенріх-цур-зее (1 січня 1938)
- Лейтенант-цур-зее (1 квітня 1938)
- Оберлейтенант-цур-зее (1 жовтня 1939)
- Капітан-лейтенант (1 квітня 1942)

## Нагороди
- Медаль «За вислугу років у Вермахті» 4-го класу (4 роки)
- Нагрудний знак підводника (28 серпня 1940)
- Залізний хрест
  - 2-го класу (28 серпня 1940)
  - 1-го класу (9 січня 1943)
- Лицарський хрест Залізного хреста (14 липня 1943)